# Hiéroglyphe égyptien I14
Pour les articles homonymes, voir Naja (homonymie).
Le hiéroglyphe égyptien I14 (naja ondulant) est classifié dans la section I « Amphibiens, reptiles, etc. » de la liste de Gardiner  ; il y est noté I14.

## Représentation
Il représente un cobra égyptien (Naja haje) ondulant.

## Utilisation
C'est un déterminatif du champ lexical des serpents et des vers.
| I15 |

| I15 |

## Exemples de mots
| H | f | A | w | I14 |

| H | f | A | w | I14 |

| D&d | f · t | I14 |

| D&d | f · t | I14 |

| t · U30 | A | m | W · I14 |

| t · U30 | A | m | W · I14 |